# Ensaio de Filosofia do Direito
Ensaio de Filosofia do Direito é um livro de Sylvio Romero, escrito primeiramente em 1895, e reeditado a 1908 de acordo com com o programa da Faculdade Livre de Ciências Jurídicas e Sociais do Rio de Janeiro.
Neste ensaio, Romero irá expor suas concepções de ciência e, mais especificamente, das ciências sociais, construindo uma taxonomia das mesmas em que ressalta o papel da filosofia em todas as ciências específicas.
Diz ser o método científico único para todas as ciências, qual seja o da observação seguido da indução dos casos particulares observados para leis gerais e, no segundo momento, o da dedução de tais leis. Critica aqueles que estabelecem leis gerais para depois deduzirem a realidade empírica a partir delas.
Em discussão com as idéias de Tobias Barreto a respeito da sociologia, refuta-as afirmando ser, sim, esta uma ciência e necessária no estudo da sociedade, até mesmo para a boa compreensão do direito. Tobias Barreto dizia ser a sociologia desnecessária e impossível uma vez que, entre outras coisas, já existia a ciência jurídica que daria conta da compreensão da sociedade.
Ao longo de seu texto, portanto, Romero entra em debate com vários autores que discutiam a necessidade e o estabelecimento da sociologia enquanto uma ciência específica. Diz ser filiado ao evolucionismo spenceriano na sua vertente proposta por Gabriel Tarde, um evolucionista poligenista. Para Tarde, ao contrário de muitos evolucionistas, as diversas sociedades não tinham o mesmo ponto de origem, tampouco o mesmo ponto de chegada. A idéia de que as sociedades percorririam os mesmos caminhos, cada qual a seu tempo, na escala da evolução, afirmava que no momento do contato entre sociedades diferentes haveria um retrocesso nesta evolução em que a recém fundada sociedade (fruto do contato) apresentaria os traços pelos quais aquela sociedade mais desenvolvida no momento do contato já haveria passado.
Romero, no entanto, desafia aos intelectuais encontrarem um caso na história onde esta "verdade" sociológica tenha se verificado. Aponta como exemplo as expansões do Império Romano, dos Fenícios, das colônias européias, e outros. Em todos estes casos, diz Romero, nunca houve tal retrocesso. O que há sim, comprovado pela observação científica, é a recíproca assimilação de caracteres entre as sociedade em cruzamento, sejam estas mais ou menos desenvolvidas umas em relação as outras.
Ainda sobre os fenômenos sociais, é contrário a seriação hierárquica dos mesmos, tal qual alguns autores propõem. Ciência, religião, arte, política, moral, direito e indústria são as criações fundamentais da sociedade e irredutíveis entre si. Para cada tipo de fenômeno deste, o autor propõe uma escala evolutiva da fases pela qual passou. Todos estes fenômenos, portanto, deveriam ser compreendidos pela sociologia, "uma espécie de ciência geral das ações humanas".